# Jægersborg
Jægersborg er en bydel i Storkøbenhavn, beliggende i Gentofte Kommune. Kommunen har 75.033 indbyggere  (2024). Jægersborg er i modsætning til andre bydele i Gentofte Kommune ikke opstået som en egentlig landsby. I stedet har kernen været en kongelig gård og senere Jægersborg Slot.

## Den oprindelige bebyggelse
De tidligste kilder omtaler stedet som Jepstorp, men det navn forandres i middelalderen til Ibstrup. Om der lå mere end én gård på stedet, vides ikke, men allerede i 1401 har kronen samlet hele Ibstrup som ét kongeligt jagtsæde. Den nærmeste egentlige landsby var Mellerup, som lå cirka midt mellem Ibstrup og Ordrup. Mellerup blev senere nedlagt – efter alt at dømme i begyndelsen af 1600-tallet – og jorderne blev lagt under Ibstrup.
Gården lå dengang på en slags halvø, idet den var omgivet af Hundesø og Søndersø, som tilsammen omgav slottet mod nord, øst og syd.
I 1611 opføres Ibstrup Slot som jagtslot af Christian 4., og senere kom især Christian 5. til at benytte stedet meget til sine jagter. Han planlagde anlæggelsen af en dyrehave og navngav stedet Jægersborg, som han mente havde en bedre klang end Ibstrup. For at gøre plads til dyrehaven nedlagde man landsbyen Stokkerup som lå ved det nuværende Eremitageslot. Christian 5. anlagde også Jægersborg Allé samt flere jagtveje, som førte ind i dyrehaven.
I 1770-erne beskrev Nicolai Jonge forholdene således: "Jægersborg var fordum et kongeligt Jagt-Lystslot i en behagelig Skovegn, indrettet af Kong Kristian den Fierde, til at være paa for at fornøie sig med Jagten der i Egnen; men siden blev Dyrehaugen, som ligger der ved, indrettet af Kong Kristian den Femte efter engelsk Maade. Dette Slot havde et lidet Taarn med Spiir. Paa denne Slotsgaard brækkede Kong Friderik den Femte sit høire Been den 18 November Aar 1760, da han vilde stige ned af sin Hest. For Brøstfældigheds Skyld blev dette Slot nedbrudt Aar 1761, og er ei siden blevet opbygt igien. Den Samling af de mange Bygninger, henhørende til Jagten og alle Jagtbetienterne, som altid boe her, tilligemed Ober-Jagtrmesteren, giver Anseelse af en liden Kiøbstæd."

## Kongen og husarerne
Efter slottets nedrivning var det kongen og husarregimenterne, der kom til at sætte deres præg på den tidlige byudvikling i ganske lang tid; og mange markante bygninger i Jægersborg har da også en tilknytning til enten det nedrevne slot eller til kasernen.
Af de bygninger, som stadig eksisterer, kan nævnes:
- Selve Jægersborg Kaserne som består af flere bygninger, hvoraf den seneste er fra 1962. Den nye kasernebygning ligger omtrent, hvor det gamle slot lå.
- Jægergården, som nu hører under kasernen, var oprindelig bygget ved det gamle slot som et firelænget staldkompleks til jagthunde.
- Det tidligere Jægersborg Hotel; oprindelig en kro som kongen gav en gavmild bevilling til udskænkning, kaperkørsel, heste- og kvæghold og andet. Kroen var i vidt omfang opholdssted for slottets medarbejdere og gæster. Hotelbygningens fredning blev ophævet i 2002, og den er nu ombygget til firmadomicil.
- Schæffergården, som har sin historiske baggrund i nogle udlejningsstalde til husarernes hestehold. Den blev opført af nogle københavnske håndværksmestre, som forventede at gøre en god forretning, men den blev ret hurtigt solgt og ombygget til beboelse. Den bruges i dag som kursusejendom.
- Overførstergården som i mange år var hjemsted for den lokale overførster, som førte tilsyn med de omkringliggende skove.

Desuden er Bernstorff Slot og den tilhørende park en historisk vigtig del af Jægersborg-området. Bernstorffs fik den såkaldte Fasangård samt en del af Jægersborg hovmark overdraget, så han kunne nyopføre et slot, som var hans rang og titel værdig.

## Vestvolden
Ud over kasernen fik Jægersborg andre forsvarsanlæg i slutningen af 1800-tallet. Det var en del af en samlet forsvarsplan, som også inkluderede Københavns Vestvold-anlæg. I den vestlige ende af området, ud mod Lyngby-egnen, opførte man i 1886-92 Garderhøjfortet til at indgå i befæstningen.
Derudover var oversvømmelser en del af forsvarsplanen. Til det formål blev der gravet en befæstningskanal, som kunne lede vand fra den højereliggende Lyngby Sø til Ermelunden og derved oversvømme området hen over Ordrup Mose og helt ud til Øresund. I fredstid var der dæmningsværker, som sørgede for, at vandet blev ledt den "naturlige" vej gennem Mølleåen. Oversvømmelseskanalerne kan endnu ses med vand i på strækningerne mellem Frederiksdal og Lyngby Sø og fra Lyngby Sø til Lyngby Hovedgade. Uden vand anes stadig en del af kanalen fra Lyngby Hovedgade og forbi Lyngby Storcenter. Herfra og til Ermelunden er kanalen tildækket. De tilhørende dæmningsanlæg ses stadig i landskabet, omend flere af de tilhørende betonværker er tildækket. En dæmning ved Jægersborg leder Jægersborg Allé over en slugt i landskabet. Her fandtes et stemmeværk, Jægersborg Stemmeværk, som regulerede vandtilførslen til den søndre del af oversvømmelsen (Gentofte Sø, Søborghus Renden, Utterslev Mose, Vestvolden og Kagsmosen).

## Byudvikling
En begyndende byudvikling skete i anden halvdel af det 19. århundrede: endnu i 1858 beskrives forholdene således: "Jægersborg (Garnison for en Afdeling af Husarregimentet, Bolig for Skovrideren for 1ste Københavnske District, Skole, flere Lyststeder, Kro)" og i 1872 hedder det: "Jægersborg, Garnison- og Exerceerskole for en Afdeling af Gardehusarregimentet, Skole, flere Lyststeder, Kro", men ved århundredeskiftet: "Jægersborg med Skole, Hotel, mange Villaer og Exercerskole for Gardehusarregimentet (i Sidebygningen er der Lokale for Gjentofte- Ordrups Kommunalbestyrelse)." Udstykningen til villaer var da gået i gang.
Bydannelsen omkring Jægersborg kom til at ske samtidig med det øvrige Gentofte-område, nemlig med hovedvægt i første halvdel af 1900-tallet. I denne periode steg folketallet markant, og der blev oprettet skoler og alderdomshjem.
I 1941 blev Jægersborg Kirke indviet, og Jægersborg Sogn blev dermed udskilt fra Gentofte Sogn.

## Befolkning
Indbyggertal ifølge folketællingerne:
| År   | Indbyggere |
| ---- | ---------- |
| 1950 | 7.128      |
| 1955 | 8.336      |
| 1960 | 8.834      |
| 1965 | 8.866      |
| 1970 | 8.273      |
| 1976 | 7.382      |
| 1981 | 7.163      |